# Heliconius fischeri
Heliconius fischeri är en fjärilsart som beskrevs av Anton Heinrich Fassl 1912. Heliconius fischeri ingår i släktet Heliconius och familjen praktfjärilar. Inga underarter finns listade i Catalogue of Life.